# ヘテプヘレス1世
ヘテプヘレス1世（Hetepheres I）は、エジプト第4王朝時代の王（ファラオ）スネフェルの王妃。ギーザの大ピラミッドを建造したクフ王の母親であると考えられている。ギーザで発見された彼女の墓（G7000X）から多数の副葬品が発見されており、当時の王族の生活の様子を現代に伝えている。ただし彼女自身の人生について知られている事はほとんど無い。

## 生涯
| Htp · t · p | Hr · r | s |

| Htp · t · p | Hr · r | s |

ヘテプヘレス1世は恐らくスネフェル王の妻であり、クフ王の母であった。現在知られている限り、ヘテプヘレスはスネフェルの側室であり、息子の即位によって重要性を増したに過ぎない可能性がある。また、彼女はジェドエフラー王とカフラー王、及び王妃ヘテプヘレス2世の祖母である。彼女の称号には「王の母（mwt-niswt）」、「二つの地の王の母（mwt-niswt-biti）」、「ホルスの従者（kht-hrw）」、「神の肉体の娘（s3t-ntr-nt-kht.f）」がある。
ヘテプヘレス1世とスネフェルの結婚は、彼女が前王朝から次の王朝へと王家の血を齎すことで二つの王家を統合する役割を果たし、スネフェルの王位継承の基盤を固めた。彼女の称号「神の肉体の娘」は彼女の父フニ（第3王朝最後の王）の統治時代に使用され始め、スネフェルとの結婚と次代の統治者クフを生んだ後も引き続き用いられた。そしてクフが彼女の墓とピラミッドを建造させた。

## 墓の発見

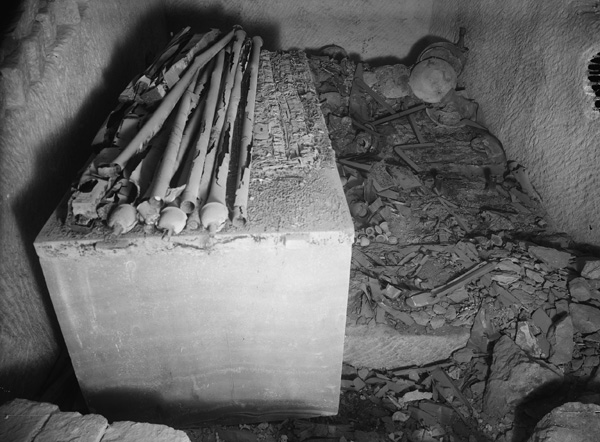
ヘテプヘレス1世のG7000X号墓、埋葬室を南から見る（1926）。

1902年から、ハーバード大学とボストン美術館の共同調査隊がギーザでの発掘を引き継いだ。共同調査隊は23年間この地域を体系的に調査して明らかにし、記録した。1925年3月9日、発掘のリーダージョージ・アンドリュー・レイズナーがアメリカに帰国している間に、調査隊員の写真家は石膏による補強（彼は石灰岩であると思っていた）に気が付いた 。レイズナーのヘッドレイス（head rais）、アフマド・サイードの指揮の下で、彼らがその地域を清掃し石膏を取り除くと、深い立坑が発見された。彼らは石壁に達するまで27メートル（85フィート）掘り、開通した時、白いアラバスター製のサルコファガス（石棺）、天蓋かテントのフレームや木製家具に使用された金の建具などを発見した。バティスクーム・ガンは双眼顕微鏡と鏡を使用し、スネフェルの物である碑文を特定した。これは当時の新聞報道とは裏腹に、墓の所有者がスネフェルの治世を生きていた事を示す物であった。
レイズナーは、これは恐らく盗掘者達が元々の墓に入ったことによる秘密裏の改装の証拠であると結論付けた。4月までに、彼は墓の主がスネフェルの妻、クフの母であるヘテプヘレスであると特定した。1927年、彼らは石棺を開封するために集まったが、中身は空であることが判明した。
レイズナーはヘテプヘレスの元々の墓はダハシュールにある彼女の夫のピラミッドの傍にあったが、その墓は彼女の埋葬直後に壊れてしまったと推定した。そして盗掘者達が石棺を開けてミイラと黄金の飾り全てを盗んだが、残りの宝は取る前に逃走したと考えた。更にレイズナーは、この墓に対して責任を負っていた役人達が、クフの怒りを避けるために、ミイラはまだ石棺の中にいると伝えたとする説を提案した。そしてクフはそ、自身のピラミッドのあるギーザでその石棺と葬儀に必要な全ての品を再埋葬したであろうとする。
しかし、実際の事の経緯はまだ不明である。マーク・レナー博士はG7000X墓がヘテプヘレスの元々の墓だったのであり、彼女の第二の墓はG1-a ピラミッドであるという意見を出した。彼はG7000Xの立坑はピラミッドの一部として計画されたが完成せず放棄され、王妃のミイラは別のピラミッド完成時にそちらに移されたのであるとする。そしてかさ張る副葬品の一部は王妃の再埋葬時に取り残されたと推定した。
I.E.S.エドワーズ（I.E.S. Edwards）によるレナー説のレビューの中で描かれた第三の可能性は、G7000Xはヘテプヘレスの最終的な眠りの地であり、ミイラは彼女の埋葬直後にそこから盗まれたというものである。
ザヒ・ハワス博士は、ヘテプヘレスは元々最北端の小さなピラミッド群G1-aで埋葬され、盗掘の後に新しい墓のために新しい立坑が掘られたという意見を出した。この説は墓が作り替えられた事を示す証拠を説明できるだろう（This would explain the evidence of tampering on the tomb objects）。

## 副葬品

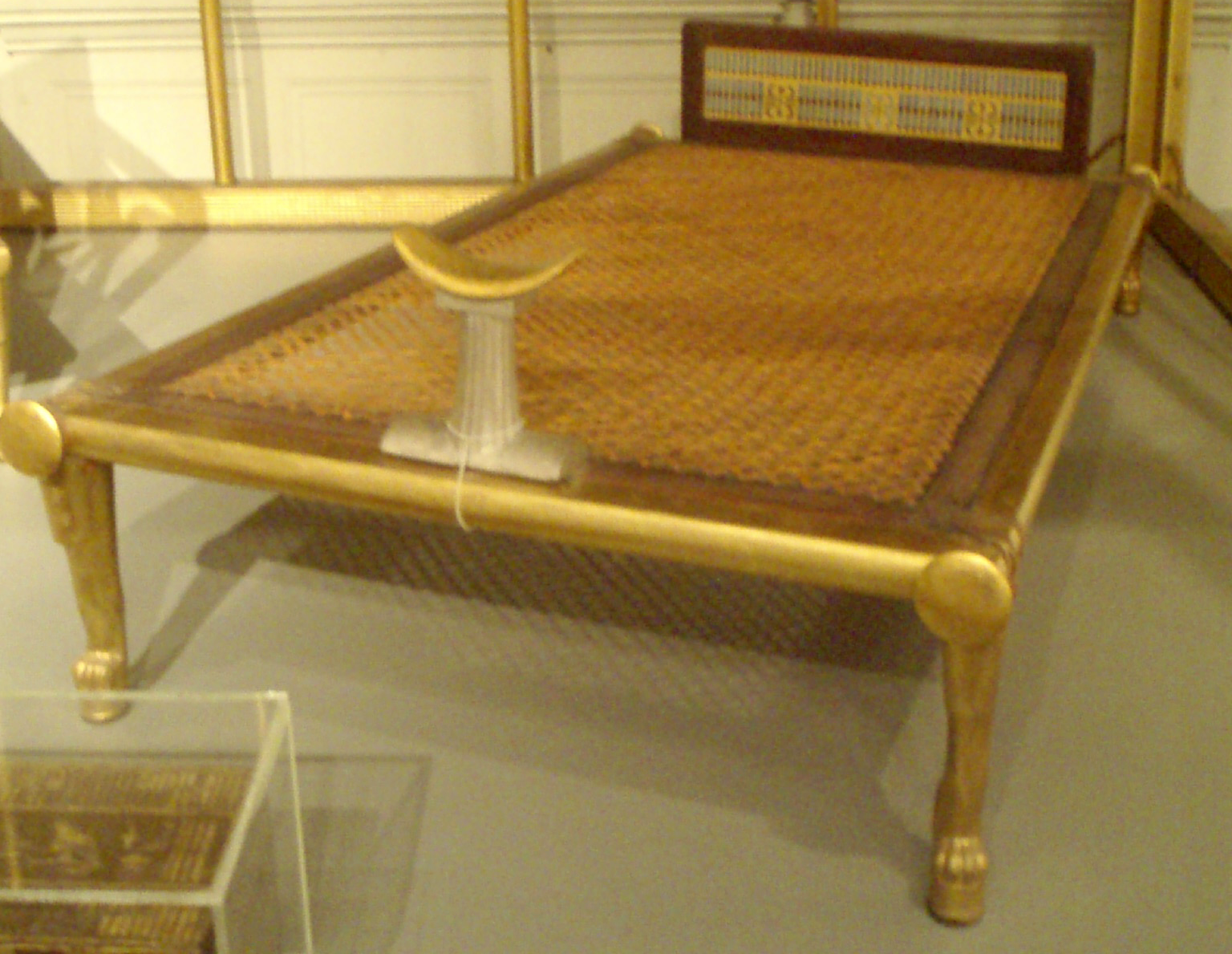
ヘッドレスト付きのベッド。ヘテプヘレスの葬祭用家具の一部。ベッドは177センチメートルの長さがある。オリジナルの復元はカイロで展示されている。複製がボストン美術館に置かれている。

ヘテプヘレスの石棺と副葬品の家具は1925年にギーザの大ピラミッドの衛星ピラミッドそばの竪穴墓G7000Xの中で発見された。サルコファガス（石棺）は封印されており、カノポス箱は無傷であったが、ヘテプヘレスのミイラは無かった。このカノポス箱（内部を四つに区切った大きな四角い箱）は知られている最も古い例であり、ヘテプヘレスは臓器を保存した最初のエジプトの王族であることを示すかもしれない。四つの区切りの中は全て臓器が残されており、そのうちの二つは液体も入っていた。その後の検査でこの液体が3パーセントのエジプトナトロンの溶液であることが明らかになった。これはミイラ化の工程で使用されたものである。
墓の品々はエジプト第4王朝の奢侈と生活の詳細を見せてくれた。この墓の中から見つかった道具類はカイロのエジプト考古学博物館で展示されており、主要な副葬品の家具の複製はボストンのボストン美術館にある。
このG7000Xの副葬品の家具には次の品々が含まれる。
- ベッドの天蓋：記名がありスネフェルから贈られたものであることがわかる。金で覆われている。エジプト考古学博物館蔵 57711（復元）
- ベッド：象嵌細工のあるフットボード付き。金で覆われている。エジプト考古学博物館蔵 53261（復元）
- カーテンボックス：記名がありスネフェルから贈られたものであることがわかる。上端に王が座っており、名前と有翼円盤が下端にある。金で覆われている。エジプト考古学博物館 蔵
- 肘掛け椅子：パピルスの花の装飾があり、金で覆われている。エジプト考古学博物館蔵  53263（復元）
- 肘掛け椅子： 金で覆われており、背もたれの両面にネイトのスタンダード[訳語疑問点]（Neith-standards）の象嵌があり、肘掛けのヤシ柱に鷹がいる（木製部分は朽ちている）エジプト考古学博物館  53263（2016年 復元[13]）
- 金の断片：朽ちた匂いのある蓮[訳語疑問点]（deceased seated smelling lotus）とともにあった。恐らく小さな箱の蓋。エジプト考古学博物館蔵
- 輿：金で覆われており、背面に記名がある。エジプト考古学博物館 Ent. 52372（復元）
- ゴールド・リブ・ケーシング[訳語疑問点]（gold ribbed casing）付の二本の長い杖を収めた管状のレザーケースの残骸と、Min-emblem の飾りがある木製の杖。エジプト考古学博物館（89619 a 及び b）
- 宝石箱：金で覆われており、蓋に象嵌の文書とMin-emblem の飾りがある。エジプト考古学博物館蔵。この箱には8つのアラバスター製の軟膏瓶（記名）が立った状態で入っていた。また銅製のtoilet-spoon、蝶々の模様のある銀製ブレスレット、金で覆われた記名のある箱、そして金と銀で飾られた無記名のヘッドレストも入っていた。
- サルコファガス（石棺）：アラバスター製
- カノポス箱：アラバスター製

### 書籍
- George Andrew Reisner (1928-10). The Lost Pharaohs. Bulletin of the Museum of Fine Arts
- Leonard Cottrell (1963). “The Empty Sarcophagus of the Mother of Cheops”. Bulletin of the Museum of Fine Arts (Museum of Fine Arts, Boston) Vol. 26, No. 157. Grosset & Dunlap
- Iorwerth Eiddon Stephen Edwards (1989). “Review of 'The Pyramid Tomb of Hetep-heres and the Satellite Pyramid of Khufu'”. Journal of Egyptian Archaeology 75. The Egypt Exploration Society
- Wolfram Grajetzki (2005). Ancient Egyptian Queens: A Hieroglyphic Dictionary. Golden House Publications. ISBN 978-0954721893
- Lawrence Berman; Rita E. Freed; Denise Doxey (2003). Arts of Ancient Egypt. Museum of Fine Arts Boston. ISBN 0-87846-661-4
- Aidan Dodson; Dyan Hilton (2004). The Complete Royal Families of Ancient Egypt. Thames & Hudson. ISBN 978-0500051283
  - エイダン・ドドソン、ディアン・ヒルトン『全系図付エジプト歴代王朝史』池田裕訳、東洋書林、2012年5月。ISBN 978-4-88721-798-0。
- ジョイス・ティルディスレイ『古代エジプト女王・王妃歴代誌』吉村作治監修、月森左知訳、創元社、2008年6月。ISBN 978-4-422-21519-8。

### 外部サイト
- “The Tomb of Queen Hetep-heres” (英語). Bulletin of the Museum of Fine Arts Special Number, Supplement to Volume XXV(1927). 2017年6月2日閲覧。
- “Part I II” (英語). Topographical Bibliography of Ancient Egyptian Hieroglyphic Texts, Reliefs, and Paintings. 2017年6月2日閲覧。
- “Recreating the Throne of Egyptian Queen Hetepheres” (英語). Harvard Semitic Museum. 2017年6月2日閲覧。